# الطريق الأوروبي E58
الطريق الأوروبي E58 هو طريق من شبكة الطرق الأوروبية الدولية.يبدأ في فيينا بالنمسا وينتهي في روستوف بروسيا. يبلغ طوله حوالي 2200 كم (1400 ميل).